# Insurecția comunistă malaeziană (1948-1960)
Insurecția comunistă Malaysiană (Malay: Darurat Malaya) a fost un război de gherilă care a avut loc în Federația Malaya, în perioada de dinainte și de după declararea independenței față de Regatul Unit, între anii 1948 și 1960. Beligeranții au fost forțele armate ale Commonwealth-ului împotriva Armatei Naționale de Eliberare din Malaysia (MNLA), aripa militară a Partidului Comunist Malaysian (MCP).
Urgența malaysiană a fost la origine termenul utilizat de guvern pentru a denumi conflictul. MNLA l-a numit Războiul de Eliberare Națională Anti-Britanică.
În ciuda unei reduceri a violenței începând cu anul 1960, liderul comunist Chin Peng a reluat insurgența împotriva guvernului malaysian în 1967; această a doua fază a insurgenței a durat până în 1989. Chin Peng a fugit în Thailanda, unde a trăit până în septembrie 2013.

## Originea conflictului

### Probleme de natură economică
Economia Malaysiană se baza pe exportul de staniu și cauciuc și era astfel vulnerabilă la orice schimbare de pe piața mondială. Când britanicii au dobândit controlul asupra economiei malaysiene, au impus taxe asupra unor bunuri care au adus prejudicii industriilor tradiționale. Aceasta adus la o adâncire a sărăciei poporului malaysian. Mulți chinezi și-au găsit slujbe în minele de staniu și pe plantațiile care asigurau comerțul cu materii prime.
Tensiunile interetnice au crescut pe măsură ce etnicii malay au înțeles că etnicii chinezi i-au înlocuit în anumite slujbe și locurile de muncă au devenit greu de găsit. Mulți  etnici malay au fost astfel obligați să lucreze în industria cauciucului, care, la rândul ei, era influențată major de prețurile volatile de pe piața mondială. Tensiunile economice s-au intensificat în timpul celui de-al Doilea Război Mondial. Ocupația japoneză a Malaysiei a început în 1941 și, din acel moment, „exportul materiilor prime a fost limitat la cantitățile relativ mici necesare economiei japoneze”.  Aceasta a dus la abandonarea unui număr mare de plantații și la închiderea minelor. Lipsa pieselor de schimb pentru utilaje a afectat și mai tare industria minieră.
 Importul de orez, care asigura o mare parte a hranei, a scăzut din cauza limitării comerțului, astfel că populația a fost obligată să își îndrepte eforturile spre a produce suficientă hrană pentru a supraviețui.
Mulți au crezut că britanicii se vor întoarce curând și îi vor „salva”, astfel că nu au încercat să învețe să cultive cele necesare pentru a supraviețui. Toate acestea au dus la apariția foametei în Malaysia începând cu anul 1942. Retragerea Japoniei de la sfârșitul celui de-al Doilea Război Mondial a lăsat economia Malaysiei britanice în haos. Printre probleme erau: șomajul, salariile mici și creșterea prețului la alimente mult peste o rată sănătoasă de 2-3%. Partidul Comunist Malaysian a început să folosească motivul economiei aflate în declin ca instrument de propagandă împotriva britanicilor. Britanicii nu au luat nicio măsură pentru corectarea situației economice din Malaysia, situație care devenise mai rea ca niciodată. Acțiunile de protest ale muncitorilor  au devenit importante și au avut loc multe greve între 1946 și 1948. Un astfel de exemplu a fost greva generală de 24 de ore organizată de MCP pe 29 ianuarie 1946. În acest timp, administrația britanică încerca să organizeze economia malaysiană, pentru că veniturile din industriile staniului și cauciucului erau importante pentru refacerea Marii Britanii după război. Protestele au fost reprimate brutal, inclusiv cu măsuri ca arestarea și deportarea. La rândul lor, protestatarii au devenit din ce în ce mai militanți. Numai în 1947, comuniștii din Malaysia au organizat alte 300 de greve.
Autoritățile britanice au încercat, imediat după război, să formeze o Uniune Malaysiană, un stat în care toți cetățenii de origine Malaysiană, chineză și indiană să aibă drepturi egale. Această idee a fost respinsă de mulți malay și de conducătorii diverselor state aflate sub control britanic. În consecință, britanicii și-au retras propunerea, iar, în special pentru chinezi, aceasta a părut a fi o trădare după ce comunitatea lor a dus greul luptei împotriva ocupației japoneze.

### Primele incidente
Primele focuri de armă ale insurecției au fost trase la 8:30 în ziua de 16 iunie 1948, la birourile domeniului Elphil Estate, situate la 20 de mile est de orașul Sungai Siput din statul Perak. Trei manageri de plantație, Arthur Walker (50 de ani), John Allison (55 de ani) și asistentul acestuia, Ian Christian, au fost uciși de trei tineri chinezi. Atentatul trebuia să includă și un alt britanic, pe un domeniu situat la câteva mile de Sungai Siput. Autovehiculul acestuia s-a defectat în timp ce efectua inspecția de dimineață, astfel că s-a întors la birou cu întârziere. Un alt grup de oameni înarmați fusese trimis să îl ucidă. Nu au putut să aștepte și au plecat.
Două zile mai târziu, pe 18 iunie 1948, britanicii au adoptat măsuri legislative de urgență, mai întâi în Perak, ca răspuns la incidentul din Sungai Siput, apoi, în iulie, la nivelul întregii țări. Prin aceste măsuri, Partidul Comunist din Malaysia și alte partide de stânga au fost scoase în afara legii. Poliției i s-a dat puterea de a-i reține pe comuniști și pe cei suspectați că îi ajută. MCP, condus de Chin Peng, secretarul general al Partidului Comunist Malaysian, s-a retras în zone rurale și a fondat MNLA (denumită și Armata de Eliberare a Poporului Malaysian - MPLA) în ianuarie 1949. MNLA a pornit lupte de gherilă, având ca țintă în special industria producătoare de materii prime, minele de staniu și plantațiile de cauciuc, deținute de colonialiști. MNLA a lansat primul război de gherilă după iunie 1948, la Gua Musang. Au atacat și au ocupat Gua Musang.
MNLA a fost, în parte, o reorganizare a Armatei Populare Malaysiene Anti-Japoneze (MPAJA), forța de gherilă condusă de MCP care a constituit principala rezistență din Malaysia împotriva ocupației japoneze. Britanicii antrenaseră și înarmaseră, în secret, MPAJA, în ultimele faze ale celui de-al Doilea Război Mondial. Dizolvată în decembrie 1945, MPAJA a restituit oficial toate armele Administrației Militare Britanice. Membrilor care au fost de acord cu dizolvarea le-au fost oferite oportunități economice. În jur de 4.000 de membri au refuzat aceste oferte și au trecut în ilegalitate.

## Războiul de gherilă

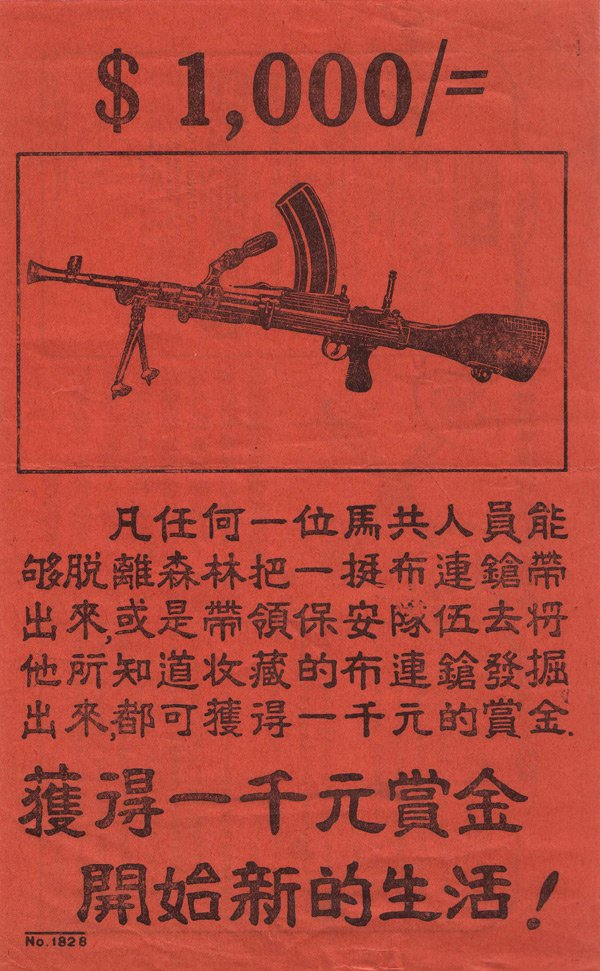
Manifest adresat insurgenților cărora li se cerea să vină cu o armă Bren pentru a primi o recompensă de 1000 de dolari malaysieni

MNLA a adoptat de regulă tactici de gherilă, sabotând instalațiile, atacând plantațiile de cauciuc și distrugând rutele de transport și infrastructura. Ajutorul principal pentru MNLA a venit de la aproximativ 500.000 din cei 3,12 milioane de locuitori de origine chineză care locuiau în Malaysia. Acești chinezi au fost denumiți 'squatters' (vagabonzi), majoritatea dintre ei fiind fermieri care locuiau la marginea junglei unde se afla MNLA. Aceasta a permis MNLA să se aprovizioneze cu hrană, dar și să atragă noi recruți. Etnicii malay i-au sprijint mai puțin. MNLA a câștigat ajutorul chinezilor pentru că acestora le erau refuzate dreptul de a vota în alegeri, nu aveau libertate de exprimare și erau, de regulă, foarte săraci. Structura care se ocupa de aprovizionarea MNLA a fost denumită Min Yuen (Organizația de masă). Avea o rețea de contacte în rândul populației. Pe lângă aprovizionarea cu bunuri materiale, în special mâncare, era importantă și pentru culegerea informațiilor.
Taberele și ascunzătorile MNLA se aflau în zone greu accesibile din jungla tropicală. Cei mai mulți luptători ai MNLA erau etnici chinezi, deși au fost și câțiva malay, indonezieni și indieni printre membri. MNLA a fost organizată în regimente, deși acestea nu aveau unități fixe și fiecare includea toate forțele care operau într-o anumită regiune. Regimentele aveau structuri politice, comisari, instructori și serviciu de informații. În tabere, soldații au participat la cursuri de marxism-leninism și au produs buletine informative politice pentru a fi distribuite civililor. MNLA a impus ca soldații săi să obțină o permisiune oficială pentru orice implicare într-o relație cu o femeie care nu făcea parte din organizație.
În fazele inițiale ale conflictului, gherilele au urmărit să stabilească un control în zonele eliberate, de unde forțele guvernamentale fuseseră alungate, dar nu au reușit. 

### Reacția britanicilor

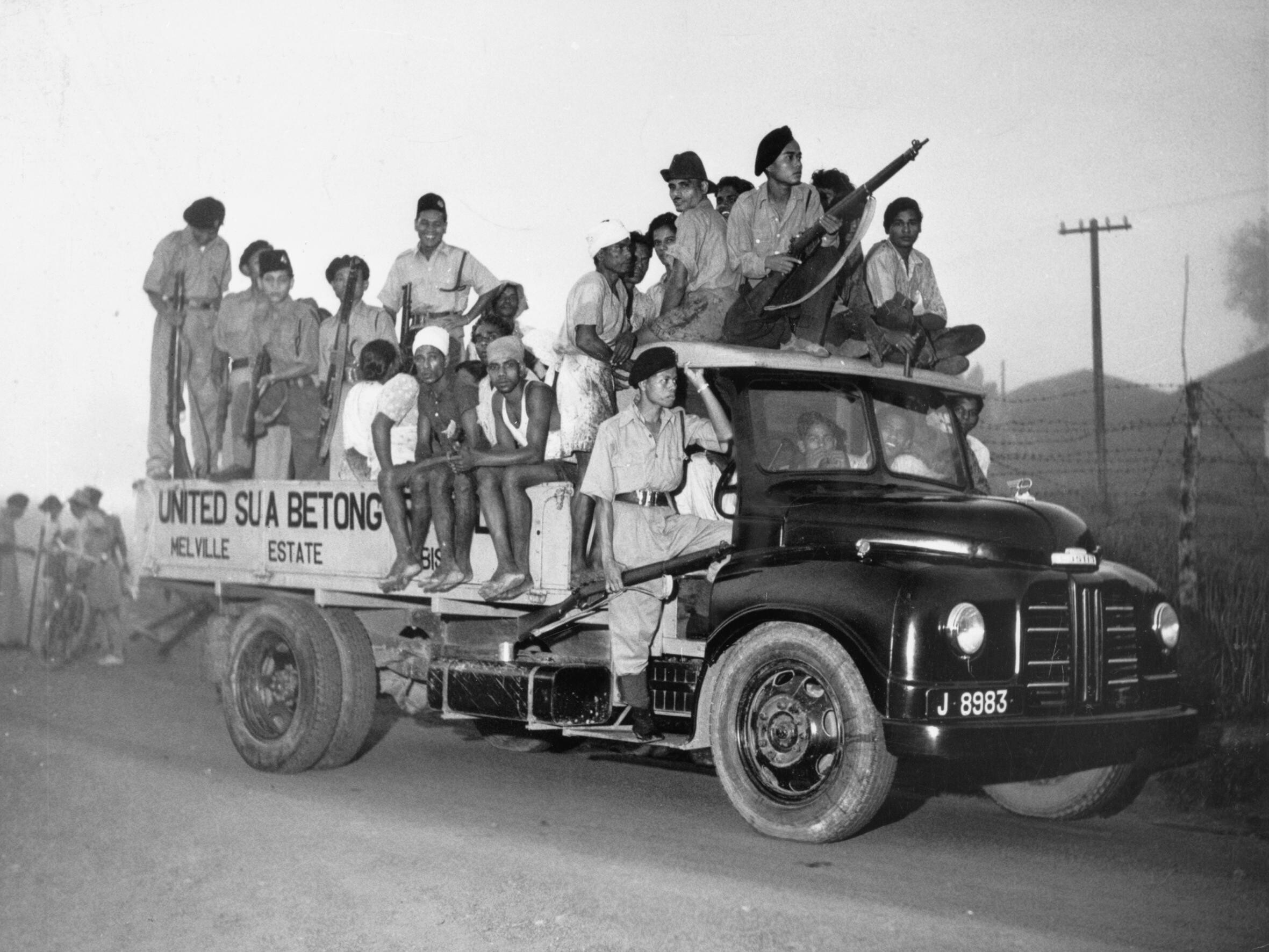
Muncitori pe o plantație de cauciuc în Malaysia merg la lucru sub protecția Poliției Speciale al cărei rol a fost să îi păzească în cursul zilei de muncă împotriva atacurilor comuniștilor, 1950

În primele luni, haosul și lipsa de îndrumare au împiedicat guvernul să acționeze. Pe frontul militar, forțele de securitate nu știau cum să lupte cu un dușman care se mișca liber în junglă și care era sprijinit de populația rurală de origine chineză. Plantatorii și minerii britanici, care au dus greul atacurilor exercitate de comuniști, au început să vorbească despre incompetența guvernului și că au fost trădați de Whitehall. Strategia inițială a guvernului a fost în principal să asigure paza țintelor economice importante, ca minele și plantațiile. Mai târziu, în aprilie 1950, generalul Harold Briggs, directorul de operații al Armatei Britanice, a fost trimis în misiune în Malaysia. Planul lui Briggs s-a întemeiat pe principiul conform căruia cel mai bun mod de a învinge o insurecție ca aceea cu care se confrunta guvernul era acela de a izola insurgenții de suporterii lor din rândul populației. Planul lui Briggs avea în vedere că jungla malaysiană este inospitalieră. O parte importantă a strategiei a implicat țintirea proviziilor de hrană ale MNLA, cu privire la care Briggs a recunoscut că veneau din trei surse principale: taberele din junglă, unde terenul fusese curățat pentru a fi cultivat, locuitorii nativi ai junglei care puteau asigura hrană culeasă de acolo și suporterii MNLA din comunitățile de squatters de la marginea junglei.

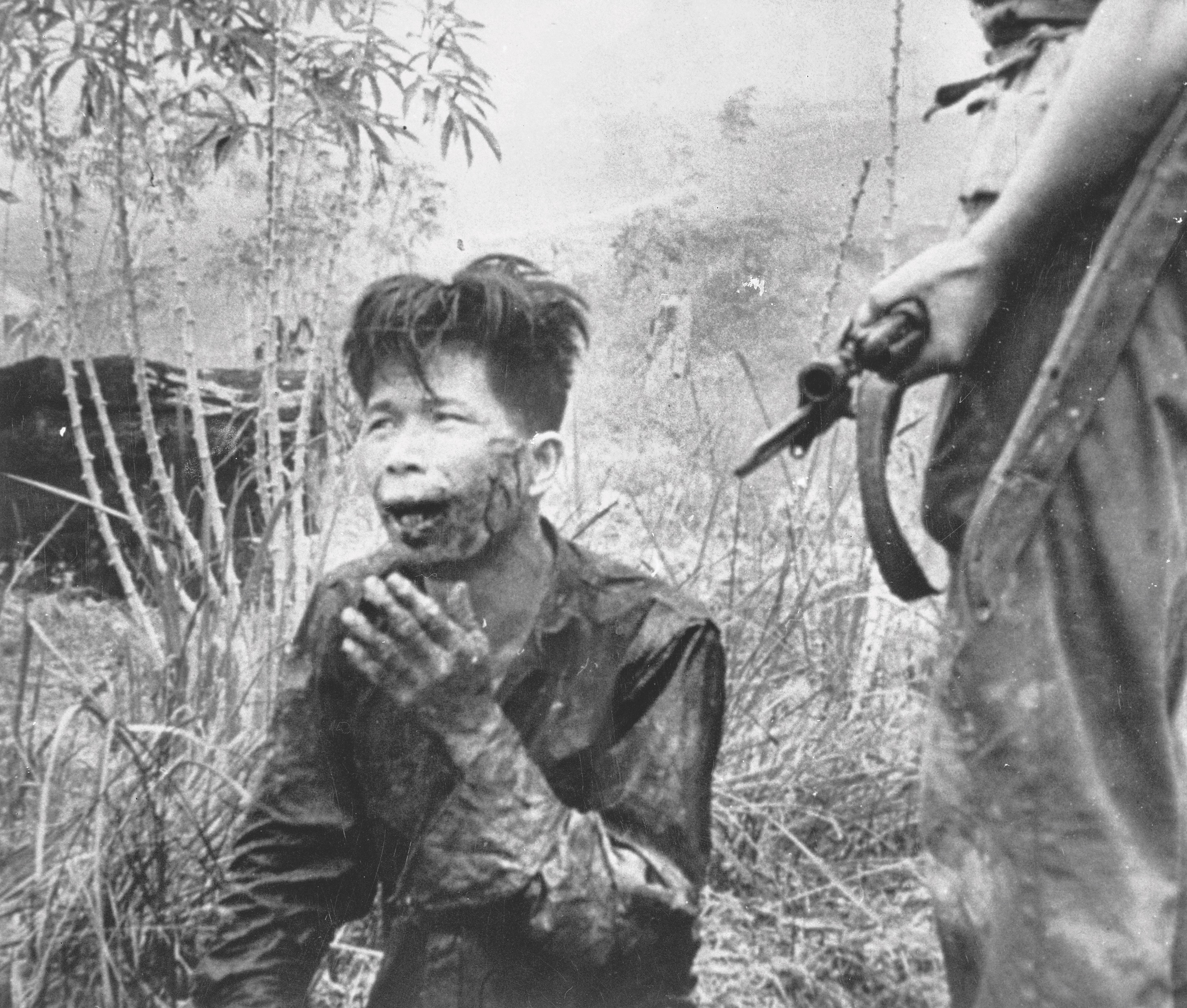
Un insurgent rănit interogat după ce a fost capturat, 1952

Planul Briggs avea multiple aspecte, iar unul a devenit foarte cunoscut: strămutarea forțată a circa 500.000 de țărani malaezieni, din care 400.000 de chinezi, din comunitățile de vagabonzi de la liziera pădurii, în tabere păzite numite sate noi. Aceste sate erau nou construite, înconjurate de sârmă ghimpată, posturi de pază și proiectoare și aveau ca scop să îi țină pe locuitori înăuntru și pe membrii gherilei afară. La începutul insurecției, britanicii aveau 13 batalioane de infanterie în Malaysia, din care șapte batalioane Gurkha parțial complete, trei batalioane britanice, două batalioane ale Regimentului Regal Malaysian și ale Regimentului Regal Britanic de Artilerie, utilizate ca infanterie. Această armată era prea mică să lupte cu succes cu insurgenții, astfel că erau necesare și alte batalioane de infanterie în Malaysia. Britanicii au adus soldați din unități ca Marina Regală și King's African Rifles. Un alt efort l-a reprezentat reorganizarea Special Air Service, în 1950, ca unitate specială de recunoaștere, efectuare de raiduri aeriene și luptă contra insurgenței.
Secretarul permanent al apărării pentru Malaysia, Robert Grainger Ker Thompson, luptase în unitățile speciale Chindits din Burma în timpul celui de-al Doilea Război Mondial. Experiența sa vastă în războiul din junglă s-a dovedit importantă în această perioadă pentru că a fost capabil să construiască relații funcționale între militari și civili. A fost unul din principalii arhitecți ai planului contra insurgenței din Malaysia.
Pe 6 octombrie 1951, Înaltul Comisar Britanic din Malaysia, Henry Gurney, a fost asasinat, iar Briggs a plecat în decembrie același an. Partidul Conservator condus de Churchill a câștigat alegerile. 
În ianuarie 1952, generalul Gerald Templer a fost numit în funcția de Înalt Comisar Britanic. Este larg creditat cu meritul de a fi întors situația în favoarea forțelor britanice. Unele unități ale armatei britanice au început o campanie de câștigare a inimilor și minților prin dăruirea de ajutor medical și hrană malaezienilor și triburilor băștinașe. În același timp, au pus presiune pe MNLA prin efectuarea de patrule în junglă. Gherilele MNLA au fost împinse adânc în junglă și au fost împiedicate să se aprovizioneze. MNLA i-a forțat pe membrii tribului Sakai să îi furnizeze hrană și a atras astfel opoziția acestora. Mulți dintre membrii gherilei care au fost capturați au schimbat tabăra. Comparativ, MNLA nu a eliberat niciodată britanci în viață.
În cei doi ani în care Templer s-a aflat la comandă, două treimi din forțele de gherilă au fost eliminate și au pierdut peste jumătate din putere, numărul incidentelor violente a scăzut de la 500 la mai puțin de 100 pe lună, iar numărul morților din rândul civililor și al forțelor de apărare, de la 200, la mai puțin de 40. Istoricii tradiționaliști afirmă că Templer a schimbat situația în cursul insurecției și acțiunile și politicile sale au constituit o mare parte a succesului obținut de britanici sub comanda lui. Istoricii revizioniști au contestat această opinie și au susținut adesea ideea lui Victor Purcell, un sinolog care, încă din 1954, a spus că Templer abia de a continuat politicile începute de predecesorii săi.
În cele din urmă, conflictul a implicat un maxim de 40.000 de soldați britanici și din Commonwealth, împotriva a cel mult 7-8.000 de luptători de gherilă comuniști.

### Controlul operațiunilor anti-gherilă

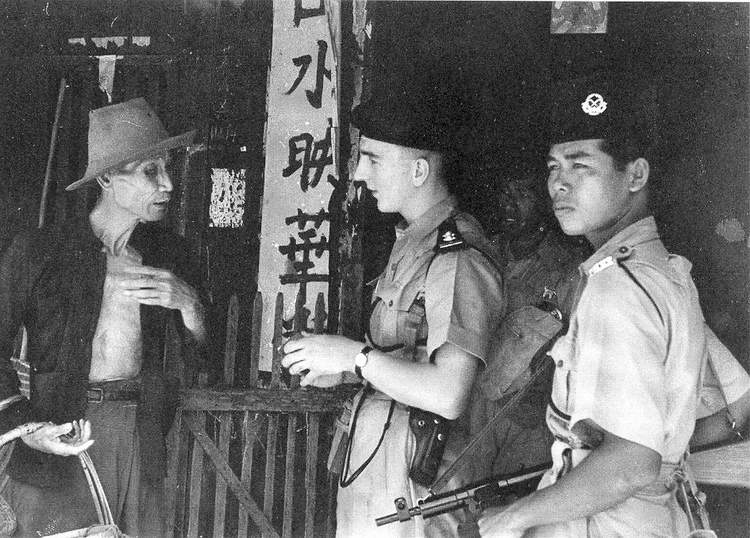
Ofițeri de poliție interoghează un civil în timpul insurgenței

La toate nivelurile guvernamentale (național, stat, district) autoritatea militară și civilă a fost asumată de un comitet format din militari, polițiști și funcționari civili. Aceasta a permis ca informațiile din toate sursele să fie rapid evaluate și diseminate, precum și ca măsurile anti-gherilă să fie coordonate. Fiecare comitet executiv de război de la nivelul statelor, de exemplu, a inclus: șeful guvernului de la nivelul statului, ca președinte, șeful poliției, comandantul militar cu cea mai mare funcție, șeful Home Guard, șeful finanțelor de la nivelul statului, secretarul executiv și până la 6 membri aleși dintre liderii din comunitate. Poliția, militarii, Home Guard și secretarul au format un subcomitet operațional responsabil pentru conducerea operațiunilor urgente și zilnice. Subcomitetele operaționale au luat și hotărâri comune, lucrând ca un tot.

### Caracteristicile războiului

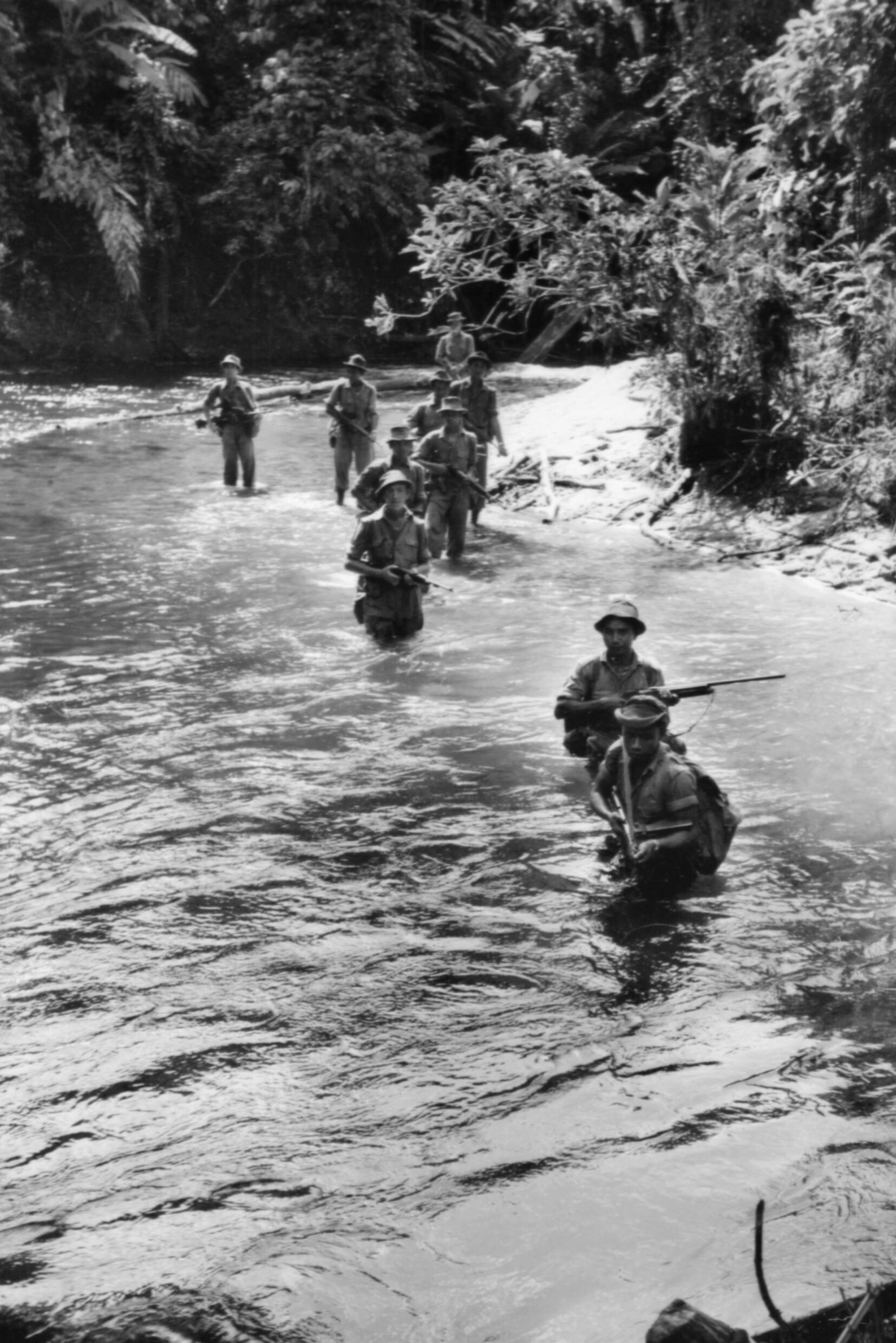
Poliția malaysiană patrulează în jurul Temenggor, 1953

Armata britanică a înțeles curând că operațiunile efectuate de formațiuni militare mari nu erau productive. În schimb, plutoane sau grupuri mai mici au efectuat patrule și au organizat ambuscade bazate pe informațiile culese de la informatori, membri MNLA care s-au predat, recunoaștere aeriană etc. O operațiune tipică a fost Nassau, care a fost efectuată în mlaștina Kuala Langat (extras din cartea școlii de pușcași marini Gherila - cum să lupți cu ea):
„După câteva asasinate, un batalion britanic a fost trimis în zonă. Controlul rutelor și al surselor de aprovizionare cu hrană a fost realizat printr-un sistem de raționalizare (cote de hrană), organizarea de convoaie, efectuarea de controale la bariere și căutări. În jurul datei de 24 decembrie 1954, o companie a început operațiunile în mlaștină. Pe 9 ianuarie 1955, au început operațiunile tactice la scară mare; artileria, mortierele și aviația au executat foc în partea de sud a mlaștinii. Inițial, planul a fost să bombardeze mlaștina zi și noapte, astfel încât teroriștii să fie atrași în ambuscade; dar teroriștii erau bine pregătiți să rămână pe loc pe termen nelimitat. Grupuri în căutare de hrană au ieșit uneori, dar populația era prea înspăimântată să îi denunțe.

Planurile au fost modificate; focurile de hărțuire au fost executate numai pe timpul nopții. Ambuscadele au continuat și patrularea în interiorul mlaștinii a fost intensificată. Astfel de operațiuni au continuat pentru trei luni, fără rezultate. În sfârșit, pe 21 martie, un grup de militari pregătiți pentru o ambuscadă, după o așteptare de 45 de ore, a reușit să ucidă doi teroriști din opt. Primele două bolduri roșii, care arătatu numărul de morți, au apărut pe harta operațiunii și moralul celor de la fața locului a fost îmbunătățit puțin.
O altă lună a trecut înainte să se afle că teroștii se întâlneau în mlaștină. un pluton a pregătit o ambuscadă; un terorist a apărut și a fost ucis. Luna mai a trecut fără să fie găsit vreun terorist. În iunie, o întâlnire norocoasă a unei patrule a adăugat un mort și un capturat. Câteva zile mai târziu, după patru zile de patrulare fără niciun rezultat, un pluton a ucis alți doi teroriști. Un al treilea terorist din zonă s-a predat și a declarat că un alt terorist a fost ucis într-o încăierare pentru mâncare întrucât controlul asupra rutelor și surselor de aprovizionare cu hrană a fost eficient.
Pe 7 iulie, două companii adiționale au fost desemnate să acționeze în zonă; patrulele și focurile de hărțuire au fost intensificate. Trei teroriști s-au predat și unul dintre ei a condus un pluton de patrulă la tabăra liderului terorist. Patrula a atacat tabăra și a ucis patru teroriști, inclusiv pe liderul acestora. O altă patrulă a ucis alți patru teroriști; spre sfârșitul lui iulie, doăzeci și trei de teroriști mai rămăseseră în mlaștină, fără mâncare și fără nicio comunicare cu lumea exterioară ...

Aceasta a fost natura operațiunilor: 60.000 de proiectile de artilerie, 30.0000 de proiectile de mortiere, 2000 de bombe de aviație pentru 35 de teroriști uciși sau capturați. fiecare dintre aceștia au însemnat 1.500 de zile-om de patrulare și așteptare în ambuscade. Nassau a fost considerată un succes pentru că sfârșitul insurecției a fost cu un pas mai aproape.”

## Ajutorul dat de Commonwealth
Pe lângă contribuția britanică și malaysiană, o serie de forțe ale Commonwealth-ului au fost implicate, inclusiv cele din Australia, Noua Zeelandă, Fiji, Kenya, Nyasaland, Rhodesia de Nord și Rhodesia de Sud.

### Australia
Primele forțe terestre, Batalionul 2, Regimentul Regal Australian (2RAR), au sosit în 1955. Acest batalion a fost înlocuit de Batalionul 3 din același regiment (3RAR), iar acesta, la rândul lui, a fost înlocuit de Batalionul 1 (1RAR). Forțele Aeriene Regale Australiene au contribuit cu Escadronul 1 (bombardiere Avro Lincoln) și Escadronul 38 (C-47 Skytrain) care au operat din Singapore în primele faze ale conflictului. În 1955, RAAF a extins baza aeriană Butterworth de unde bombardierele Canberra ale Escadronului 2, care a înlocuit Escadronul 1, și CAC Sabre ale escadronului 78 au desfășurat misiuni de bombardare a țintelor terestre. Distrugătoarele Marinei Regale Australiene Warramunga⁠(en)[traduceți] și Arunta⁠(en)[traduceți] s-au alăturat în iunie 1955. Între 1956 și 1960, portavioanele Melbourne⁠(en)[traduceți], Sydney⁠(en)[traduceți] și distrugătoarele Anzac⁠(en)[traduceți], Quadrant⁠(en)[traduceți], Queenborough⁠(en)[traduceți], Quiberon⁠(en)[traduceți], Quickmatch⁠(en)[traduceți], Tobruk⁠(en)[traduceți], Vampire⁠(en)[traduceți], Vendetta⁠(en)[traduceți] și Voyager⁠(en)[traduceți] au fost atașate rezervei strategice a armatei Commonwealth-ului  pentru trei-nouă luni la un moment dat. Câteva distrugătoare au deschis focul asupra pozițiilor comuniștilor în Johor.  

### Noua Zeelandă
Un total de 1.300 de neozeelandezi au luptat împotriva insurecției între 1948 și 1964, iar 15 și-au pierdut viața în luptă. Prima contribuție a Noii Zeelande a venit în 1949, când avioanele de transport C-47 Skytrain din cadrul Escadronului 41 din RNZAF au fost atașate RAF. Noua Zeelandă s-a implicat direct în conflict în 1955; din mai, avioanele RNZAF  de Havilland Vampire și de Havilland Venom au început să zboare în misiuni. În noiembrie 1955, un număr de 133 de soldați a ceea ce urma să devină Special Air Service of New Zeeland au ajuns la Singapore, pentru antrenament împreună cu SAS-ul britanic și au început operațiunile în aprilie 1956. RNZAF a continuat să efectueze misiuni cu avioanele Venom ale Escadronului 14 și, mai târziu, cu avioanele Canberra ale Escadronului 75, precum și operațiuni de parașutare a proviziilor în ajutorul forețlor anti-gherilă, utilizând avioanele Bristol Freighter. 

### Rhodesia

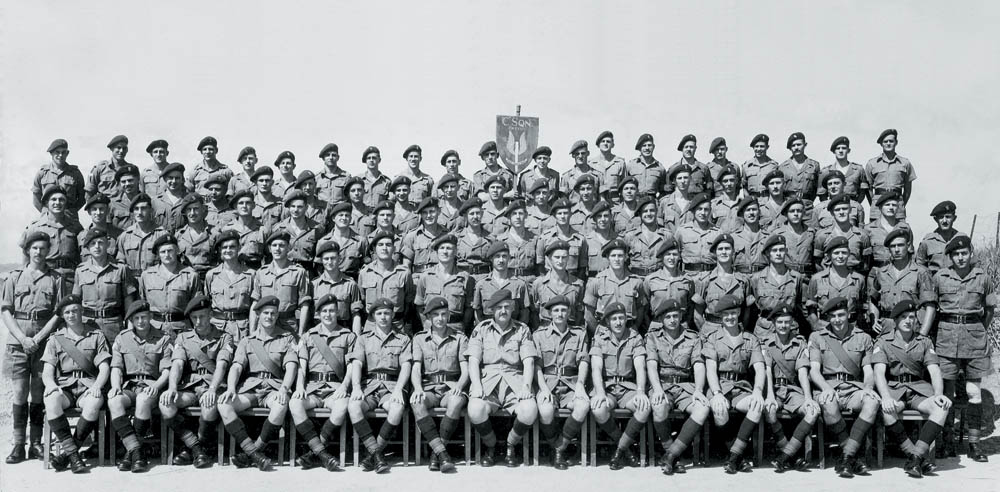
Escadronul C din Forțele Aeriene ale Rhodesiei de Sud, în Malaysia, 1953

Rhodesia de Sud și succesoarea sa, Federația Rhodesiei și Nyasaland au contribuit cu două unități în Malaysia. Între 1951 și 1953, voluntari albi din Rhodesia de Sud au format Escadronul C al Rhodesian Special Air Service. Rhodesian African Rifles, compusă din soldați și subofițeri negri, dar condusă de ofițeri albi, a acționat în statul Johore pe o perioadă de doi ani încpeând cu 1956.

### Fiji
În timpul celor patru ani în care Fiji s-a implicat în conflict, din 1952 până în 1956, au luptat circa 1.600 de soldați fijieni. Primii care au ajuns au fost cei din Batalionul 1 din cadrul Regimentului de infanterie. Un număr de 25 de soldați au murit în luptă în Malaysia. Atât pe câmpul de luptă, cât și în afara acestuia, s-a dezvoltat o prietenie între cele două națiuni; Tunku Abdul Rahman, prim-ministrul Malaysiei, a devenit prietenul și mentorul lui Edward Cakobau, care a fost comandantul batalionului fijian și care, ulterior, urma să devină viceprim-ministru în Fiji. Fiul acestuia din urmă, Epeli Nailatikau este fostul președinte fijian.

### Kenya, Rhodesia de Nord și Nyasaland
Batalioanele 1, 2 și 3 din King's African Rifles din Nyasaland, Rhodesia de Nord și Kenya au luptat contra insurecției și au înregistrat 23 de morți.

## Soluția
Pe 6 octombrie 1951, MNLA l-a asasinat pe Înaltul Comisar Britanic, Henry Gurney. Asasinatul a fost considerat cel mai important factor care a dus la respingerea campaniei duse de MNLA de către populația din Malaysia și la răspândirea temerii că, „dacă Înaltul Comisar nu a fost în siguranță, e mică speranța de protecție și siguranță pentru oamenii obișnuiți” Liderul MNLA, Chin Peng, a declarat că asasinatul nu a avut consecințe importante și că, oricum, comuniștii și-au schimbat în mod radical strategia în ceea ce privește „soluțiile din octombrie”. Soluțiile din octombrie, un răspuns la planul lui Briggs, au implicat o schimbare a tacticii prin reducerea atacurilor asupra țintelor economice și civile, creșterea eforturilor de a pătrunde în organizarea politică și de a acționa subversiv, precum și întărirea rutelor de aprovizionare din cadrul Min Yuen, ca și practicarea agriculturii în junglă.

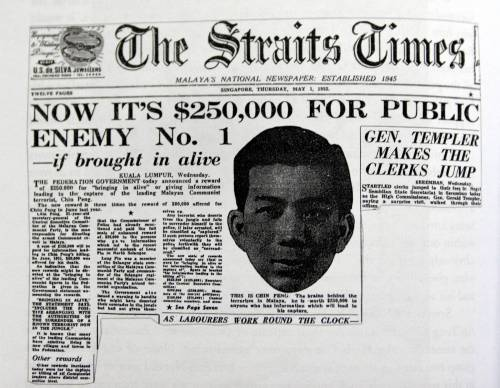
Titlul de pe pagina întâi a ziarului The Straits Times din 1952. Chin Peng: Inamicul public numărul 1

Succesorului lui Gurney, Gerald Templer, i s-a cerut de către guvernul britanic să ia imediat măsuri pentru ca etnicilor chinezi să li se aorde dreptul de vot.

### Amnistia
Pe 8 septembrie 1955, guvernul Federației Malaysiene a emis o declarație de amnistiere a comuniștilor. Guvernul din Singapore a emis o ofertă asemănătoare în același timp. Tunku Abdel Rahman, ca ministru șef, a făcut oferta de amnistiere, dar a promis că nu vor exista negocieri cu MNLA. Termenii amnistiei au fost următorii:
- Aceia care se vor preda nu vor fi urmăriți penal pentru nicio infracțiune săvârșită în legătură cu insurecția, care a fost comisă la instigarea conducătorilor comuniști, fie înainte de data declarației de amnistiere, fie cu ignorarea acestei declarații.
- Insurgenții se pot preda oricui doresc, inclusiv publicului.
- Nu va exista o încetare a focului, dar forțele de menținere a ordinii vor fi în alertă să îi ajute pe cei care acceptă oferta și, pentru acest scop, încetări ale focului la nivel local vor fi convenite.
- Guvernul îi va investiga pe cei care se predau. Cei care arată că au intenția clară de a fi loiali guvernului malaysian și de a abandona activitățile comuniste vor fi ajutați să își câștige poziția în societate și să se întoarcă la familie. În ceea ce privește restul, trebuie să li se impună restricții ale libertății, dar, dacă vreunul dorește să plece în China, cererea lor va fi aprobată.[31]

După această declarație, o campanie de publicitate intensivă, de o amploare fără precedent, a fost lansată de guvern. Miniștrii din guvernul federal au călătorit intensiv prin țară pentru a-i convinge pe oameni să îi cheme pe comuniști să lase armele și să profite de amnistie. În ciuda campaniei, puțini comuniști s-au predat autorităților. Unii critici din cercurile politice au comentat că amnistia a fost mult prea restrictivă și doar cu puțin mai mult decât o reiterare a termenilor de predare care fuseseră în vigoare o lungă perioadă de timp. Criticii au propus o abordare mai realistă și mai liberală, în sensul unor negocieri directe cu MCP pentru a reuși o soluționare a problemei. Liderii Partidului Muncitoresc din Malaysia, nu au exclus, ca parte a înțelegerii, posibilitatea ca MCP să fie recunoscut legal. Chiar în cadrul alianței aflate la guvernare, unii membri influenți ai MCA și UMNO au făcut eforturi să îl convingă pe ministrul șef, Tunku Abdul Rahman, să aibă negocieri cu MCP.

### Negocierile de la Baling și consecințele acestora
Înțelegând că acest conflict nu ajunge la niciun rezultat, Chin Peng a căutat să aibă discuții cu guvernul britanic și cu oficialii malaysieni în 1955. Discuțiile au avut loc în Școala de limbă engleză din Baling, pe 28 decembrie. Chin Peng a ieșit din junglă și a încercat să negocieze cu liderul federației, dar Serviciul de Informații Britanic a exprimat temerea că MCP va recâștiga influență în societate. MCP a fost reprezentat de Chin Peng, secretarul general, Rashid Maidin și Chen Tien, șeful departamentului central de propagandă al MCP; de cealaltă parte, trei aleși la nivel național, Tunku Abdul Rahman, Tan Cheng Lock și David Marshall, ministrul șef din Singapore. Întâlnirea a intenționat să ajungă la un sfârșit al conflictului de comun acord, dar reprezentanții guvernului malaysian, sub conducerea lui Tunku Abdul Rahman, au respins toate cererile lui Chin Peng. Ca urmare, conflictul s-a întețit, iar Noua Zeelandă și alți membri ai Commonwealth-ului au trimis armata în ajutorul britanicilor.
După eșecul negocierilor, Tunku a decis să retragă amnistia pe 8 februarie 1956, la șase luni de când fusese oferită, declarând că nu dorește să îi întâlnească din nou pe comuniști, decât dacă ei declară înainte de orice întâlnire că au de gând să se predea complet. În ciuda eșecului negocierilor, MCP a făcut un efort să reia discuțiile despre pace cu guvernul malaysian, fără succes. În acest timp, în noul Consiliu de Urgență, au început discuții în sensul de a intensifica „războiul poporului” împotriva gherilei. În iulie 1957, cu câteva săptămâni înainte de independență, MCP a făcut o nouă încercare de a negocia pacea, sugerând următoarele condiții:
- membrii săi să aibă aceleași privilegii ca și ceilalți cetățeni;
- garanția că membrii cu funcții politice și militare în cadrul MCP nu vor fi pedepsiți.

Eșecul negocierilor a afectat politica MCP. În același timp, puterea MNLA și Min Yuen a intrat în declin, acestea nemaiavând decât 1.830 de membri în august 1957. Cei care rămăseseră se confuntau cu fuga în exil sau cu moartea în junglă. Cu toate acestea, Tunku Abdul Rahman nu a răspuns la propunerile înaintate de MCP. Odată cu obținerea independenței, la 31 august 1957, insurecția își pierduse scopul de război împotriva colonialismului. Ultima rezistență serioasă a gherilelor MRLA s-a sfârșit cu predarea în mlaștina Telok Anson, în 1958. Ce a mai rămas din armata MRLA a fugit în Thailanda și mai departe spre est. Pe 31 iulie 1960, guvernul malaysian a declarat că starea de urgență a luat sfârșit. Chin Peng a părăsit sudul Thailandei și a mers la Beijing, unde a fost găzduit de autoritățile chineze în Biroul Internațional de Legătură, colo unde mulți alți lideri ai partidelor comuniste din Sud-Estul Asiei erau găzduiți.

## Victime
În timpul conflictului, forțele de securitate au ucis 6.710 luptători de gherilă și au capturat 1.287, în timp ce 2.702 luptători de gherilă s-au predat în timpul conflictului și circa 500 la sfârșitul acestuia. Un număr de 1.345 de soldați și polițiști au fost uciși în timpul luptelor, ca și 519 soldați din Commonwealth. Un număr de 2.478 de civili au fost uciși, iar alți 810 sunt dispăruți.

## Crime de război
Crimele de război au fost definite de Principiile de la Nürnberg ca fiind „încălcările legilor sau cutumelor războiului”, ceea ce include masacrele, bombardarea țintelor civile, terorismul, mutilarea, tortura, uciderea deținuților și a prizonierilor de război. Alte crime sunt furtul, incendierea și distrugerea proprietăților care nu pot fi justificate de necesitățile militare.
În timpul conflictului malaysian, au fost situații în care, în timpul operațiunilor de căutare a luptătorilor de gherilă, soldații britanici au deținut și torturat săteni care erau suspectați că i-au ajutat pe insurgenți. Brian Lapping a spus că a existat „un comportament imoral al forțelor britanice, care în mod obișnuit au bătut squatters chinezi care au refuzat, sau, poate, nu au fost în măsură să dea informații” despre insurgenți. Au fost de asemenea cazuri în care cadavrele luptătorilor de gherilă au fost expuse în public pentru a fi identificate și pentru a atrage în capcană posibili asociați ai acestora îndurerați de pierderea suferită. Mai mult, de la 18 iunie 1948, până la 15 aprilie 1950, un număr de 35.000 de oameni au fost exilați, inclusiv cei care nu erau în stare să părăsească țara. Ziarul „The Scotsman” a lăudat aceste practici ca fiind practici bune atâta vreme cât „țăranilor fără minte li se spune și sunt făcuți să creadă că liderii comuniști sunt invulnerabili”. Forțele britanice au pus bombe capcană în depozitele de alimente din junglă, au incendiat sate și au furnizat în secret grenade și gloanțe autodetonante insurgenților pentru a-i ucide pe utilizatorii acestora. Unii civili și unii deținuți au fost împușcați, fie pentru că au încercat să fugă și să îi ajute pe insurgenți, fie pentru că au refuzat să furnizeze informații. Aceste tactici au tensionat relațiile dintre civili și forțele britanice în Malaysia și au fost contraproductive în obținerea resursei critice în lupta contra insurgenței, informațiile de calitate. Trupele britanice erau adesea incapabile să vadă diferența dintre inamicii combatanți și civilii non-combatanți în timp ce desfășurau operațiunile din junglă, pentru că luptătorii de gherilă purtau haine civile și aveau ajutor de la simpatizanții civili.
În masacrul de la Batang Kali, un număr de 24 de săteni au fost uciși de Plutonul 7, Compania G, Garda 2 Scoțiană, după ce au înconjurat o plantație de cauciuc la Sungai Rimoh, lângă Batang Kali în Selangor, în decembrie 1948. Multe dintre trupurile victimelor au fost găsite mutilate și satul a fost ars din temelii. Nicio armă nu a fost găsită când satul a fost percheziționat. Singurul supraviețuitor al măcelului a fost un bărbat pe nume Ching Hong, în vârstă de 20 de ani la vremea aceea. A leșinat și a fost prezumat mort.
Decapitarea și mutilarea insurgenților de către forțele britanice erau de asemenea obișnuite, fiind utilizate ca mod de a identifica insurgenții morți când nu era posibilă aducerea cadavrelor din junglă. O fotografie a unui comando din Marina Regală cu capetele a doi insurgenți a produs scandal public în aprilie 1952. Cabinetul colonial a observat, în privat, că „nu e niciun dubiu că, potrivit legilor internaționale, un caz similar în timp de război ar fi o crimă de război”.
Ca parte a planului lui Briggs, 500.000 de oameni (aproape zece la sută din populația Malaysiei) au fost strămutați. Zeci de mii de case au fost distruse și mulți au fost internați în tabere păzite numite Satele Noi. Această măsură a vizat pedepsirea colectivă a sătenilor din satele suspectate că îi ajută pe insurgenți și izolarea civililor de activitatea luptătorilor de gherilă. Deși considerate ca necesare, unele situații de distrugeri au depășit justificarea necesității militare. O astfel de practică este interzisă de Convenția de la Geneva și de cutuma internațională care arată că distrugerea proprietății nu trebuie să se producă decât dacă este absolut necesară pentru operațiunile militaren.

## Comparație cu Vietnam

### Diferențe

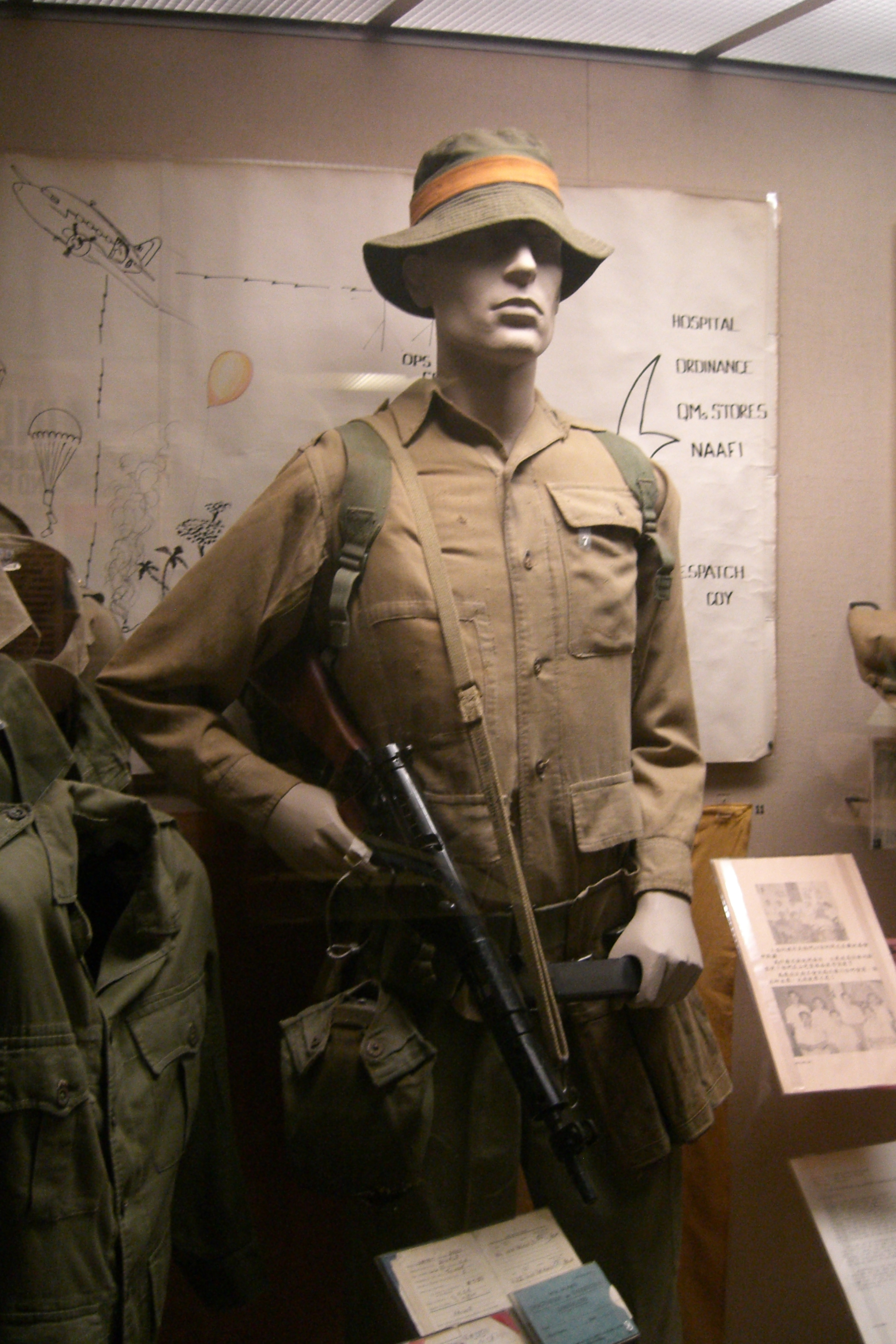
Uniforma purtată în timpul serviciului în junglă de membrii Batalionului 1 Somerset infanterie ușoară, utilizat în cazuri de urgență

Conflictele din Malaysia și din Vietnam au fost comparate de multe ori și istoricii s-au întrebat cum o armată britanică de 35.000 de soldați a reușit, în timp ce peste o jumătate de milion de soldați americani și aliați au dat greș pe o suprafață mai mică. Cele două conflicte sunt diferite în câteva puncte cheie:.
- În timp ce MNLA nu a avut niciodată mai mult de 8.000 de insurgenți, Armata Poporului din Vietnam a avut peste un sfert de milion de soldați, la care s-au adăugat circa 100.000 de luptători de gherilă din Vietcong.
- Ajutorul combinat dat de Uniunea Sovietică, Coreea de Nord[45], Cuba[46] și China, a asigurat cantități mari de echipament militar greu, suport logistic, personal și antrenamente pentru Vietnamul de Nord.
- Vietnamul de Nord avea graniță comună cu aliatul său, China, ceea ce a permis ajutorul continuu și reaprovizionarea.
- Marea Britanie nu a abordat niciodată conflictul ca fiind unul convențional și a implementat rapid culegerea de informații în mod eficient și combinat (condusă de Filiala Specială a Poliției Malayene împotriva brațului politic al mișcării de gherilă)[47][48] și o operațiune de câștigare a inimilor și a minților câștigătoare.
- Cei mai mulți insurgenți erau etnici chinezi care erau văzuți ca străini de indigenii malay, care îi preferau pe britanici.[necesită citare]
- Mulți malaezieni au luptat alături de britanici împotriva ocupanților japonezi, inclusiv Chin Peng. această situație contrastează cu cea din Indochina (Vietnam, Laos, Cambodgia) unde coloniștii francezi nu au luptat împotriva japonezilor, care au urmărit să stârnească naționalismul vietnamez împotriva Franței. Încrederea dîntre localnici și coloniști a dat britanicilor un avantaj asupra Franței, și, mai târziu, asupra SUA în Vietnam.[necesită citare].
- În termeni pur militari, armata britanică a recunoscut că, într-un conflict de intensitate mică, abilitățile soldatului ca individ și rezistența sunt mai importante decât puterea de foc (artilerie suport aerian etc.) Chiar dacă mulți soldați britanici erau recrutați după 1945, abilitățile necesare și atitudinea au fost învățate la școala de război din junglă, care au dus la cele mai bune tactici bazate pe experiența câștigată în lupte.[49]
- În Vietnam, soldații și proviziile au trecut prin alte țări ca Laos, Cambodgia, unde forțele armate americane nu aveau permisiunea de a intra. Aceasta le-a asigurat soldaților comuniști vietnamezi un adăpost în fața atacurilor terestre. MNLA nu avea decât frontiera cu Thailanda unde membrii acesteia au și căutat adăpost la sfârșitul conflictului.

### Asemănări
Multe tactici utilizate de americani în Vietnam au fost asemănătoare cu cele utilizate de britanici în Malaysia. Câteva exemple sunt amintite mai jos:

#### Agentul portocaliu
În timpul insurecției malaysiene, Marea Britanie a fost prima națiune care a făcut uz de erbicide și defoliante pentru a distruge tufișuri, culturi și copaci în scopul de a-i lipsi pe insurgenți de acoperire și ca parte a campaniei de împiedicare a aprovizionării cu hrană din prima parte a anului 1950. Agentul portocaliu a fost utilizat pentru curățarea liniilor de comunicații și pentru a distruge culturile ca parte a strategiei până în 1952, 2, 4, 5 - Acid triclorophenoxyacetic și amestecuri de erbicide au fost utilizate de-a lungul unor drumuri cheie. Din iunie până în octombrie 1952, 1250 de acri de teren situat la marginea drumului în locuri pretabile pentru ambuscade au fost tratate cu defoliante, activitatea fiind descrisă ca fiind o politică de „importanță națională”. Britanici au semnalat că erbicidele și  defoliantele pot fi înlocuite cu smulgerea vegetației cu mâna și tratamentele cu substanțe au fost oprite. Totuși, după ce această strategie a eșuat, folosirea erbicidelor și a substanțelor defoliante a reînceput, în efortul de a lupta cu insurgenții, sub comanda generalului Gerald Templer, în februarie 1953, ca mijloc de distrugere a culturilor agricole cultivate de forțele comuniste în luminișurile din junglă.
Elicoptere și planoare au împrăștiat acid tricloracetic  și 2, 4, 5 - Acid triclorophenoxyacetic, împreună cu granule de chlorophenyl N,N-Dimethyl-1-naphthylamine pe culturi de cartofi dulci și porumb. Mulți dintre cei care au manevrat și/sau au utilizat agentul portocaliu, fie încă din timpul conflictului, fie la zeci de ani după aceea, au suferit consecințele expunerii la agentul portocaliu. Se estimează că 10.000 de civili și insurgenți din Malaysia au suferit de asemenea din cauza efectelor substanțelor defoliante (deși mulți istorici sunt de acord că trebuie să fie un număr mai mare decât acesta, pentru că agentul portocaliu a fost utilizat pe scară mare în conflictul malaysian și, spre deosebire de Statele Unite, guvernul britanic a manipulat înregistrările și a păstrat secretul de frica reacțiilor negative ale opiniei publice mondiale). Absența prelungită a vegetației din cauza defolierilor a dus la eroziuni majore ale solului în Malaysia.
După ce conflictul malaysian s-a încheiat în 1960, Statele Unite au avut în vedere precedentul britanic când au luat decizia de a utiliza substanțe defoliante ca o tactică acceptată în război. Secretarul de stat Dean Rusk l-a consiliat pe președintele John F. Kennedy în sensul că precedentul utilizării erbicidelor în război a fost stabilit de britanici prin folosirea avioanelor pentru a împrăștia erbicide în scopul de a distruge culturile inamicului și de a curăța jungla din nordul Malaeziei.

#### Bombardamente aeriene
Ca și US Air Force  în Vietnam, bombardamentele pe teritorii vaste au fost utilizate de Royal Air Force în timpul conflictului din Malaysia. Marea Britanie a executat 4.500 de raiduri aeriene în primii cinci ani ai războiului. Cartografia era precară, comunicațiile nu erau bune, condițiile meteo nu erau favorabile, iar aeroporturile erau puține. S-au folosit posibilele poziții inamice (demonstrații de forță), iar bombardarea potențialelor căi de evacuare a fost, de asemenea, ocazional practicată. Britanicii au raportat că bombardarea junglei a fost o mare risipire de forțe din cauza identificării precare a țintelor și a incapacității de a stabili dacă ținta era ostilă sau nu. De-a lungul celor 12 ani de conflict, între 670 și 995 de civili necombatanți au fost uciși de aviația britanică.

#### Strămutarea populației
Marea Britanie a organizat un program de strămutare a populației care a oferit un model pentru Programul Strategic Hamlet al americanilor în Vietnam. În timpul insurecției malaysiene, 450 de sate noi au fost create și se estimează că 470.509 persoane, din care 400.000 de chinezi, au fost afectate de programul de strămutare. O măsură de război importantă luată de britanici a fost pedepsirea colectivă a satelor unde oamenii erau suspectați că îi ajută pe insurgenți. La Tanjun Malim, în martie 1952, Templer a impus o interdicție de a ieși din case de 22 de ore, nimeni neavând voie să iasă din sat. Școlile au fost închise, transporturile cu autobuzul au fost oprite, iar rațiile de orez au fost reduse pentru 20.000 de oameni. Ultima măsură menționată a determinat Școala Londoneză de Igienă și Medicină Tropicală să scrie guvernului colonial o scrisoare în care a arătat că este posibil ca „malaysienii subnutriți cronic” să nu fie în stare să supraviețuiască din această cauză. Unii au fost amendați pentru că au ieșit din case pentru a folosi latrina. Într-o altă situație de pedeapsă colectivă, la Sungai Pelek, în luna următoare, măsurile au inclus interdicția de a ieși din casă, o reducere de 40% a rației de orez și construirea unui gard de plasă de sârmă la 22 de yarzi de gardul de sârmă ghimpată din jurul satului. Oficialii au explicat că aceste măsuri au fost impuse asupra celor 4.000 de săteni pentru că „au continuat să le furnizeze alimente insurgenților” și pentru că „nu au dat informații autorităților”.

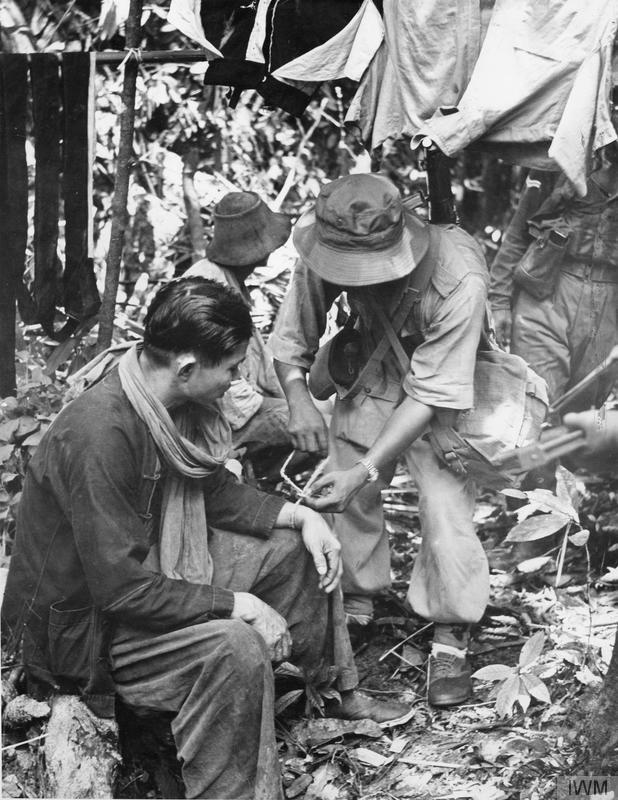
Două persoane suspectate a fi luptători de gherilă după ce au fost capturate de echipa de patrulare în junglă

#### Căutare și distrugere
Cum au procedat și Statele Unite mai târziu în Vietnam, britanicii au dat uneori foc satelor ai căror locuitori fuseseră acuzați că i-au ajutat pe insurgenți, au reținut mii de persoane suspectate de colaborare și care negau că îi acoperă pe insurgenți. Unitățile britanice care descopereau civili care îi ajutau pe insurgenți trebuia să îi aresteze și să îi interogheze, folosind tortura și amenințarea cu violența îndreptată împotriva familiilor acestora, pentru a descoperi unde sunt amplasate taberele insurgenților. Insurgenții aveau avantaje în raport cu britanicii: locuiau în apropierea sătenilor, aveau uneori rude sau prieteni apropiați în sat și nu se dădeau înapoi de la amenințarea, torturarea sau uciderea liderilor din sat ca exemplu pentru alții, silindu-i astfel să îi ajute cu hrană și informații. Așadar, britancii se înfruntau cu două amenințări: insurgenții și rețeaua tăcută din sate care îi ajuta. În timp ce insurgenții se fereau să se confrunte direct cu forțele britanice, utilizau tactici teroriste pentru a-i intimida pe civili și pentru a obține ajutor material. Soldații britanici au descris adesea teroarea care însoțea patrularea prin junglă; pe lângă atenția necesară pentru a-i identifica pe insurgenți se adăugau deplasarea pe un teren dificil și evitarea animalelor și insectelor periculoase. Multe patrule erau nevoite să stea în junglă cu zilele, chiar cu săptămânile, fără să întâlnească vreun dușman și, brusc, cădeau într-o ambusadă a insurgenților. Forțele britanice, incapabile să distingă între prieten și dușman, trebuia să se adapteze la riscul constant de a fi atacate de insurgenți. Astfel de circumstanțe au dus la masacrul de la Batang Kali unde 24 de săteni neînarmați au fost uciși de soldații britanici.

## Urmări

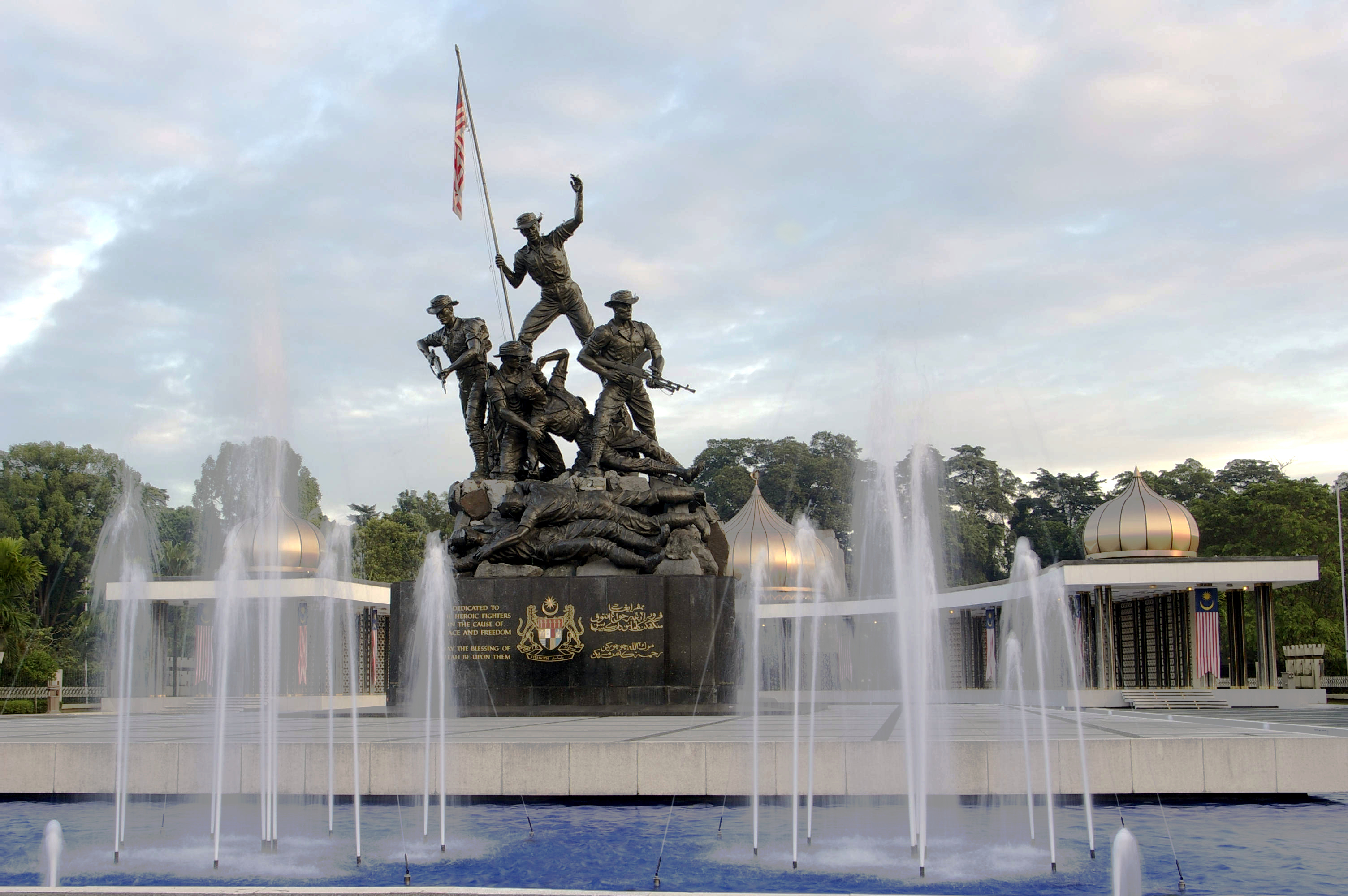
Monumentul Național care îi comemorează pe cei care au murit în cursul luptelor duse de Malaysisa pentru libertate, inclusiv în cursul insurecției

Confruntarea dintre Malaysia și Indonezia din 1963-1966 a apărut ca urmare a tensiunilor dintre Indonezia și noua Federație a Malaysiei, susținută de Marea Britanie, care a apărut după insurecția malaysiană. La sfârșitul anilor '60, publicitatea din jurul masacrului My Lai din timpul războiului din Vietnam a dus la inițierea unor investigații în Marea Britanie cu privire la presupuse crime de război comise de forțele britanice în timpul insurecției, ca, de exemplu, masacrul de la Batang Kali. Nu au fost formulate acuzații împotriva forțelor britanice implicate, iar revendicările au fost respinse în mod repetat cu motivarea că sunt doar propagandă, în ciuda probelor care sugerau o încercare de mușamalizare. Insurgența comunistă din Malaysia (1968-1989) a început după ce insurgența anterioară s-a sfârșit, în 1960. Armata Națională de Eiberare a Malaysiei, formată predominant din etnici chinezi, aripa armată a MCP, s-a retras la granița cu Thailanda unde s-a regrupat și s-a antrenat pentru viitoare ofensive împotriva guvernului malaysian. Insurgența a început oficial când MCP a atacat forțele de securitate în Kroh-Betong, în nordul peninsulei, pe 17 iunie 1968. Conflictul a coincis cu reapariția tensiunilor dintre etnicii malay și cei chinezi în timpul incidentului din 13 mai din peninsulă și cu războiul din Vietnam.

## În cultura populară
În cultura populară malaysiană, insurgența a fost adesea caracterizată ca fiind în primul rând lupta împotriva comuniștilor. Această opinie a fost criticată de unii ca, de exemplu, ministrul informațiilor Zainuddin Maidin, pentru că nu recunoaște efortul etnicilor indieni și al etnicilor chinezi. Această caracterizare ascunde și faptul că MCP, în felul său, a luptat pentru independența față de metropolă. De fapt, etnicii malay și indienii au făcut parte din MCP, dar au fost în minoritate. 
Industria britanică de film a produs filme având ca fundal insurecția:
- The Planter's Wife (1952)
- Windom's Way (1957)
- The 7th Dawn (1964)
- The Virgin Soldiers (1969)
- Stand Up, Virgin Soldiers (1977)
- The Sweeney episodul "The Bigger They Are" (sezonul 4, episodul 8; 26 octombrie 1978).